# Южный (Чукотский автономный округ)
Южный — бывший посёлок горняков в Чаунском районе Чукотского автономного округа России. Входил в состав городского округа Певек.

## Географическое положение
Расположен вблизи реки Млельын в южных отрогах Шелагского хребта. С районным центром связан грунтовой автодорогой, расстояние до города окружного значения — 580 км.

## История
Посёлок основан геологами, как минимум в 1950 году.
Официально ликвидирован в 1998 году.
В настоящее время россыпи в окрестностях посёлка отрабатывает артель старателей «Чукотка».

## Население
| 2002 | 2010 | 2015 |
| ---- | ---- | ---- |
| 0    | →0   | →0   |

## Топографические карты
- Лист карты R-59,60 Певек.  Масштаб: 1 : 1 000 000. Издание 1986 г.